# 征地球論
「征地球論」（せいちきゅうろん）は、藤子・F・不二雄（発表時は藤子不二雄名義）の読み切り漫画作品。1980年（昭和55年）『マンガ少年』7月号に掲載された。
本作品を表題とする中央公論社の愛蔵版『SF全短篇』第3巻、または『藤子・F・不二雄 SF短編PERFECT版』第6巻などのSF短編集に収録。

## あらすじ
遥か遠くの星に住む宇宙人たちが会議をしている。新たに侵略する星の候補となった「地球」をめぐって議論が分かれているのだ。地球人は今すぐ滅ぼすべき危険な種族なのか、それとも放置すべきなのか。
新たな観察データが届いたのをきっかけに、議員たちはテレパシーによる意見の整理を行い、代表的な意見を掲げる4人の議員と、議長およびデータを持ってきた調査員だけで話し合うことにした。しかし、データが表す地球人の生活は、なんとも奇妙なものであった。それはいくら解析を進めようと理解が及ばないようなので、かくして今回は 特定の一個人に絞って足取りを辿ってみることにした。
ところが改めて見ても、地球人とは矛盾だらけの生態であった。格差をなくす努力をしているかと思えば、ことさらに勝者と敗者を生み出したがったり、上の世代が下の世代に失望してるかと思えば、下の世代から見た上の世代とて さほど変わらなかったり、親と対立して家を飛び出し、不良行為に走ったかと思いきや、事故で入院し病院で再会した際など、双方涙を流してあっさり和解した。更にはその個体に一度関心のない素振りを見せた異性などは花束まで持って顔を見せるなど理解不能な光景がそこにはあった。
最終的には、もう3日ばかり（地球時間で1000年くらい）待つということで決着した。

## 登場人物
議長
宇宙人の議会においてまとめ役を務める。
調査員
地球に滞在してデータ収集を行っている。最新の記録を携えて会議場に現れる。
セムール議員
宇宙人の議会の一員。かなり攻撃的な性格で、主張は「問答無用で即刻地球へ侵攻すべきだ」。
議員（氏名不詳）
宇宙人の議会の一員。主張は「地球人は向上しつつある。危険になる前に侵攻すべきだ」。下記のドラマ版ではツブツブ議員と名づけられている。
ムイ議員
宇宙人の議会の一員。セムール議員と対立する穏健派。主張は「地球人は自滅傾向にある。滅ぶのを待って領土だけを取るべきだ」。
クール議員
宇宙人の議会の一員。参加者を絞った簡便な議論を提唱する。主張は「地球には侵略するほどの価値はない。侵攻を中止すべきだ」。

## ドラマ版
2008年11月28日放送の『藤子・F・不二雄のパラレル・スペース』にて映像化。
キャスト
- 鈴木美咲 - 谷村美月
- 鈴木誠 - 小林すすむ
- 鈴木直美 - 長谷川紀子
- 鈴木梅 - 花原照子
- 議長の声 - テリー伊藤
- クールの声 - 箭内道彦
- ムイの声 - 藤本周
- ツブツブの声 - 小泉徳宏
- セムールの声 - 三木孝浩
- 調査員の声 - 筧昌也

スタッフ
- 演出 - 青池良輔
- 脚本 - 三浦有為子、青池良輔

- 藤子・F・不二雄ミュージアムの短編のFシアターにセムールがゲスト出演した時の声は粕谷雄太が担当した。

## 関連作品
- 銀河帝国の興亡（アイザック・アシモフ作、創元推理文庫版） - 作中で地球人の少年（日本人）が読んでいる小説。「『地球人が銀河系を支配する話』を地球人が書いている」という事実に、宇宙人の強硬派は激昂することになる。